# Джоана Бейли
Джоана Бейли (на английски: Joanna Baillie) е шотландски поет и драматург.

## Биография и творчество
Джоана Бейли е родена на 11 септември 1762 г. в Ботуел, Ланаркшър, Шотландия, в семейството на пастор Джеймс Бейли и Доротея Хънтър. Сестра ѝ близначка, родена заедно с нея, умира по-късно. Има сестра – Агнес (1760 – 1823), която е спътник през целия живот на Джоана, и Матю Бейли (1761 – 1823), който става прочут лекар и анатом в Лондон.
Израства в селска Шотландия, където обича да играе с децата и да развива богато въображение. От малка предпочита света на книгите пред училищните уроци. Религиозно образование създава у нея отношение на толерантност и благотворителност, но едновременно и критичност, което определя по-късно нейният неконвенционален подход към религията.
В ранните си години тя се премества да живее със сестра си в Хампстед, тогава в покрайнините на Лондон, подпомогната от брат си и от малко наследство от чичо си. Получава отлично образование и отрано започва да пише поезия.
Джоана Бейли умира в 23 февруари 1851 г. в Хампстед, Англия.

## Произведения

### Поеми
- Poems: Wherein it is Attempted to Describe Certain Views of Nature and of Rustic Manners (1790)
- The Dramatic and Poetical Works (1851)
- The Selected Poems of Joanna Baillie 1762 – 1851 (1999)

### Пиеси
- A Series of Plays: on the Stronger Passions: DeMonfort, Count Basil, The Tryal (1798)
- A Series of Plays: on the Stronger Passions: The Election, Ethwald, in Two Parts, The Second Marriage (1802)
- Miscellaneous Plays: Constantine Paleologous; or, The Last of the Caesars, Rayner, The Country Inn, A Family Legend (1804)
- A Series of Plays: on the Stronger Passions: Orra, The Dream, The Siege, The Beacon (1812)
- Martyr (1826)
- The Bride (1828)
- Dramas, Vol 1: Romiero, The Alienated Manor, Henriquez, The Martyr (1836)
- Dramas, Vol 2: Enthusiasm, The Separation, The Stripling, The Phantom (1836)
- Dramas, Vol 3: Witchcraft, The Match The Homicide, The Bride (1836)

### Книги за Джоана Бейли
- Joanna Baillie: A Literary Life (2002) – от Джудит Бейли Слаго